# クリネックス
クリネックス（Kleenex、英語: /klíːneks/（クリーネクス））は、ティッシュペーパーの商標。Kimberly-Clark Worldwide, Inc.の登録商標である（日本第665390号ほか）。「クリネックスティシュー」と呼ぶことが多い。

## 歴史
1924年にアメリカのキンバリークラーク（Kimberly-Clark）社から発売された。「使い捨てのできるハンカチ」として市場に出されたのは1930年代に入ってからで、初めは化粧落としの際に使用されたタオルや布に代わるものとして売り出された。英語圏においては"Kleenex"自体でメーカーやブランドに関係なく「ティッシュペーパー」を意味するほどに定着している（商標の普通名称化）。Kimberly-Clark Worldwide, Inc.の登録商標である（日本第665390号ほか）。
日本では、1964年（昭和39年）10月に、キンバリー=クラーク社と十條製紙の合弁で設立された十條キンバリーから、日本で初めてティッシュペーパー「クリネックスティシュー」を発売。2枚重ね100枚入り1箱が80円と当時としては高価な商品であったが、「ちり紙」市場に食い込み、瞬く間に売れて普及に至る。その後、1993年（平成5年）に、十條製紙と山陽国策パルプ（スコッティの発売元である山陽スコットの親会社）が合併して日本製紙となり、1996年（平成8年）、十條キンバリーもクレシア（1993年山陽スコットから社名変更、2006年（平成18年）、日本製紙クレシアに社名変更）と合併した。現在、クリネックスは、スコッティと共に日本製紙クレシアから発売されており、ハイクオリティ～プレミアムグレードのティッシュペーパーとトイレットペーパーを扱うブランドとして位置づけられている。
2021年（令和3年）3月末をもって「スコッティ フラワーパック」と共にトイレットロールの12ロール（長尺タイプは除く）の製造が終了となり、翌月に発売された「クリネックス 長もち プリント」と「クリネックス 長もち シャワートイレ用」、2018年（平成30年）4月より発売されている既存の「クリネックス コンパクト」と合わせて、1.5倍の長尺タイプ（長もちロール）へ集約された。
2022年（令和4年）4月に「クリネックス ティシュー」（ポケット・水に流せるポケットを含む）とトイレットペーパーの「クリネックス 長持ち」がリニューアルされ、これらの製品からパッケージに同時期にコーポレートロゴが改定された「CRECiA」ロゴが表記された。

## ネーミングライツ
プロ野球・東北楽天ゴールデンイーグルスの本拠地・宮城球場は、命名権（ネーミングライツ）を日本製紙に売却し、2008年（平成20年）1月から2013年（平成25年）まで名称を「クリネックススタジアム宮城（略称：Kスタ宮城）」としていた。当初は「日本製紙」の文字を入れていたが、古紙含有率の偽装事件の影響で急遽2月から日本製紙の文字を外し、2011年（平成23年）の契約更新に際して日本製紙の冠を戻した。

## CM出演者
- 松坂慶子　1984年 -
- 新垣結衣　2018年5月 - [2]